# واسیلی بلوخین
واسیلی میخائیلوویج بلوخین (به روسی: Васи́лий Миха́йлович Блохи́н) سرلشکر ارتش سرخ اتحاد جماهیر شوروی و سردژخیم پلیس مخفی اتحاد شوروی در طول دهه ۱۹۳۰ و ۱۹۴۰ میلادی بود. وی مجری مستقیم اجرای اعدام‌های گسترده مخالفین سیاسی ژوزف استالین، در کارزاری از سرکوب معروف به «تصفیه کبیر» بود. او دو مرتبه در سال‌های ۱۹۳۷ و ۱۹۴۱ میلادی، مفتخر به دریافت «نشان شجاعت» و «نشان روبان سرخ» شد.
گنریخ یاگودا و نیکلای یژوف به عنوان رؤسای کمیساریای خلق در امور داخلی که در بالاترین سطح اجرایی، وظیفه سرکوب و تصفیه‌های مورد نظر ژوزف استالین را بر عهده داشتند، پس از آن‌که خود در تصفیه درونی به جرم «دشمنی با خلق» دستگیر و محکوم شدند، به دست واسیلی بلوخین اعدام شدند.
واسیلی بلوخین در تاریخ ۴ آوریل ۱۹۴۰ میلادی، به حکم محرمانه ژوزف استالین که بعدها به «دستور ۰۰۴۸۵» معروف شد، اقدام به اعدام ۷۰۰۰ افسر لهستانی کرد که به اسارت ارتش سرخ در آمده بودند. اجرای حکم طی مدت ۲۸ شب متوالی انجام گرفت.